# Los Reyes
Los Reyes è un comune del Messico, situato nello stato di Michoacán.